# Sumpgas

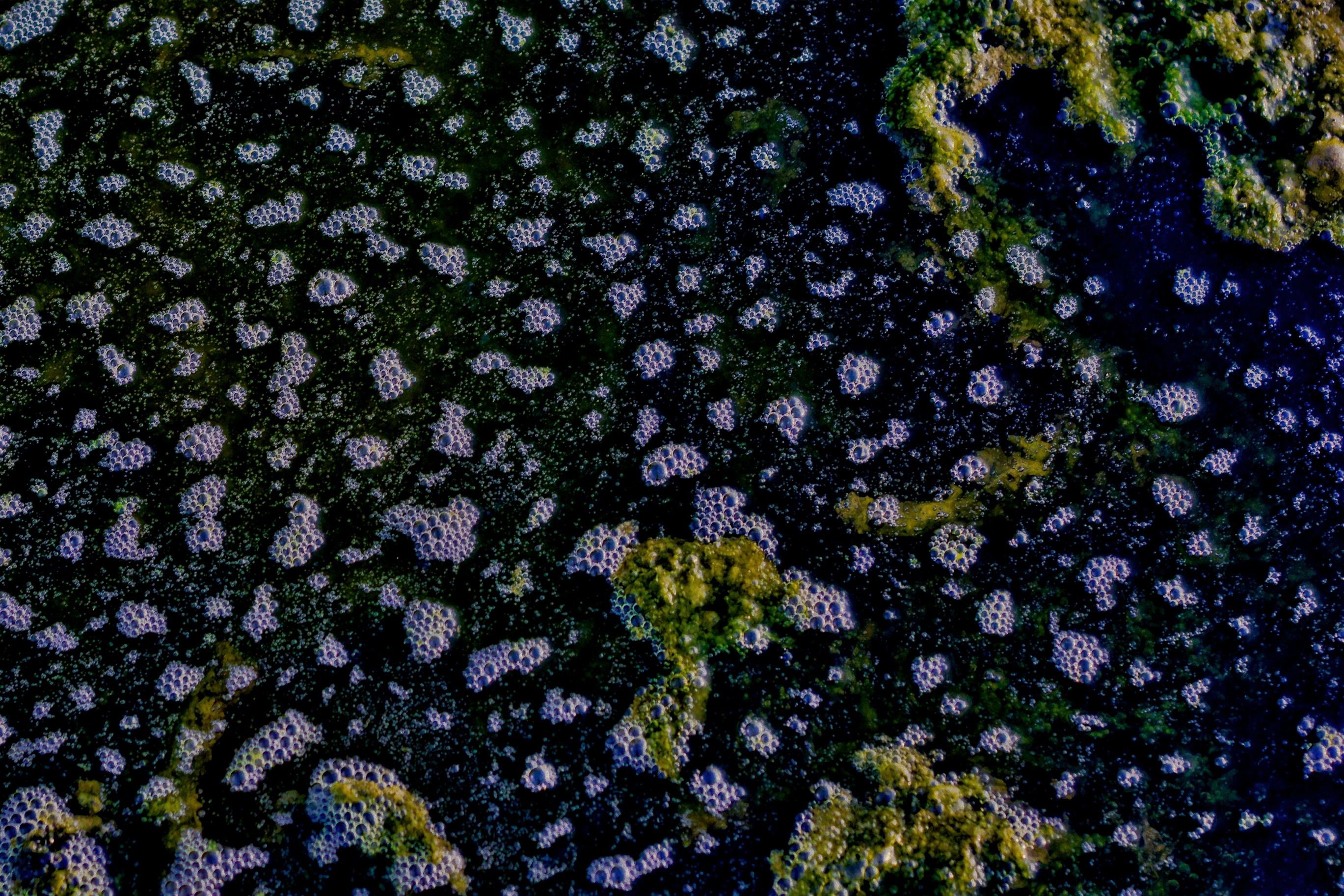
Sumpgas bubblar upp i en våtmark.

Sumpgas är ett gemensamt namn för ett antal gaser som bildas vid nedbrytning av biologiskt material, främst under vatten eller i andra syrefattiga miljöer. Huvudbeståndsdelen är metan men även andra gaser kan förekomma, till exempel den starkt illaluktande gasen svavelväte. Metan kan under vissa förhållanden självantända vilket ger upphov till små flackande lågor där gasen bubblar upp. I folktron kallades dessa irrbloss eller lyktgubbar och sades ibland vara själar som inte fått ro efter döden.